# División Nacional de Moldavia 2015-16
La temporada 2015-16 fue la 25ª temporada de la Divizia Națională, la máxima categoría de fútbol en Moldavia. La competición comenzó en julio del 2015 y concluyó el 29 de mayo de 2016.
Esta edición la disputan 10 equipos, 8 que participaron en la temporada anterior y 2 provenientes de la Divizia A. Los ascendidos fueron el FC Petrocub Hîncești y el Speranța Nisporeni.

## Sistema de competición
Los 10 equipos se enfrentan bajo el sistema de todos contra todos en tres ocasiones. Los encuentros de la segunda rueda representan los desquites de la primera, mientras que el calendario de la tercera parte será armado sobre la base de las posiciones de los equipos una vez finalizada la segunda rueda. Al final de la temporada, el equipo que sume la mayor cantidad de puntos será declarado campeón, y obtendrá la clasificación a la segunda ronda previa de la Liga de Campeones de la UEFA 2016-17. Los equipos ubicados en la segunda y tercera posición accederán a la primera ronda previa de la Liga Europa de la UEFA 2016-17 junto con el campeón de la Copa de Moldavia. Por otro lado, los clubes que ocupen las últimas dos posiciones descenderán a la Divizia A.
La clasificación final se establecerá a partir de los puntos obtenidos en cada encuentro, otorgando tres por partido ganado, uno por empatado y ninguno en caso de derrota. Si al finalizar el campeonato, dos equipos igualasen en puntos en la primera posición, disputarán un partido desempate entre ellos para decidir al campeón. Por otro lado, los siguientes criterios serán utilizados tanto para definir al campeón en caso de igualdad de puntos entre más de dos equipos en la primera posición, como para determinar el orden de los clasificados en todas las posiciones restantes:
1. Mayor cantidad de puntos en los partidos entre los equipos implicados;
2. Mejor diferencia de goles en los partidos entre los equipos implicados;
3. Mayor cantidad de goles a favor en los partidos entre los equipos implicados;
4. Mejor diferencia de goles en toda la temporada;
5. Mayor cantidad de goles a favor en toda la temporada;
6. Mejor puntaje en la clasificación de Fair Play.

## Equipos participantes
| Club               | Ciudad       | Estadio                                             | Capacidad |
| ------------------ | ------------ | --------------------------------------------------- | --------- |
| Academia Chișinău  | Chisináu     | Centro de Entrenamiento de la selección de Moldavia | 2.888     |
| Dacia Chișinău     | Chisináu     | Estadio Moldova                                     | 8.550     |
| Dinamo-Auto        | Tiraspol     | Estadio Dinamo-Auto                                 | 3.525     |
| Milsami Orhei      | Orhei        | Complejo Deportivo Distrito de Orhei                | 2.539     |
| Petrocub Hîncești  | Hîncești     | Estadio Orășenesc                                   | 1.500     |
| Saxan              | Ceadîr-Lunga | Estadio Ceadîr-Lunga                                | 2.000     |
| Sheriff Tiraspol   | Tiraspol     | Estadio Sheriff                                     | 13.460    |
| Speranța Nisporeni | Nisporeni    | Estadio Orășenesc                                   | 8.000     |
| Zaria Bălți        | Bălți        | Estadio Orășenesc                                   | 5.953     |
| Zimbru Chișinău    | Chisináu     | Estadio Zimbru                                      | 10.600    |

### Ascensos y descensos
| Pos. | Ascendidos de Divizia A 2014-15 |
| ---- | ------------------------------- |
| 2    | Petrocub Hîncești               |
| 3    | Speranța Nisporeni              |

| Pos. | Descendidos de División Nacional 2014-15 |
| ---- | ---------------------------------------- |
| 4    | Tiraspol                                 |

## Tabla de posiciones
| Pos. | Equipo               | Pts. | PJ | G  | E | P  | GF | GC | Dif. | Clasificación 2016–17                         |
| ---- | -------------------- | ---- | -- | -- | - | -- | -- | -- | ---- | --------------------------------------------- |
| 1    | Sheriff Tiraspol (C) | 65   | 27 | 20 | 5 | 2  | 50 | 11 | +39  | Primera ronda de la Liga de Campeones 2016-17 |
| 2    | Dacia Chișinău       | 65   | 27 | 20 | 5 | 2  | 44 | 12 | +32  | Primera ronda de la Liga Europa 2016-17       |
| 3    | Zimbru Chișinău      | 49   | 27 | 15 | 4 | 8  | 42 | 26 | +16  | Primera ronda de la Liga Europa 2016-17       |
| 4    | Zaria Bălți          | 42   | 27 | 12 | 6 | 9  | 36 | 29 | +7   | Primera ronda de la Liga Europa 2016-17       |
| 5    | Dinamo-Auto          | 41   | 27 | 12 | 5 | 10 | 33 | 34 | −1   |                                               |
| 6    | Milsami Orhei        | 36   | 27 | 10 | 6 | 11 | 33 | 23 | +10  |                                               |
| 7    | Speranța Nisporeni   | 31   | 27 | 8  | 7 | 12 | 24 | 36 | −12  |                                               |
| 8    | Petrocub-Hîncești    | 21   | 27 | 6  | 3 | 18 | 21 | 53 | −32  |                                               |
| 9    | Academia Chișinău    | 21   | 27 | 5  | 6 | 16 | 18 | 41 | −23  |                                               |
| 10   | Saxan                | 8    | 27 | 1  | 5 | 21 | 10 | 45 | −35  |                                               |

Actualizado a los partidos jugados el 20 de mayo de 2016.
 Fuente: Soccerway
Notas:
1. ↑  Tras ganar la Copa de Moldavia, el Zaria Bălți obtiene una plaza para participar en la Liga Europa 2016-17

## Partido de Oro
El partido de oro se disputó el día 29 de mayo de 2016 en el Estadio Zimbru.
| 29 de mayo de 2016, 19:00 | Sheriff Tiraspol | 1:0 (0:0) | Dacia Chișinău | Estadio Zimbru, Chisináu                                     |                                                              |
|                           | Galešić 88'      | Reporte   |                | Asistencia: 6.500 espectadores Árbitro(s): Sandor Ando-Szabo | Asistencia: 6.500 espectadores Árbitro(s): Sandor Ando-Szabo |

## Tabla de resultados cruzados
| Local \ Visitante  | ACA | DAC | DIN | MIL | PET | SAX | SHE | SPE | ZAR | ZIM |
| ------------------ | --- | --- | --- | --- | --- | --- | --- | --- | --- | --- |
| Academia Chișinău  | —   | 0–2 | 1–3 | 0–2 | 1–0 | 1–1 | 0–3 | 2–3 | 0–2 | 1–5 |
| Dacia Chișinău     | 1–0 | —   | 4–0 | 1–0 | 2–0 | 2–1 | 1–0 | 1–1 | 0–0 | 0–1 |
| Dinamo-Auto        | 1–0 | 0–2 | —   | 1–2 | 2–0 | 0–0 | 0–0 | 3–1 | 0–0 | 0–4 |
| Milsami Orhei      | 0–0 | 0–1 | 0–0 | —   | 2–2 | 4–1 | 0–1 | 5–0 | 3–0 | 0–2 |
| Petrocub-Hîncești  | 0–0 | 1–2 | 2–1 | 1–0 | —   | 1–0 | 0–3 | 0–4 | 0–2 | 1–2 |
| Saxan              | 0–3 | 1–3 | 0–1 | 0–0 | 0–1 | —   | 1–2 | 0–0 | 1–3 | 1–2 |
| Sheriff Tiraspol   | 3–1 | 0–0 | 1–1 | 3–0 | 4–0 | 2–0 | —   | 2–1 | 1–0 | 4–1 |
| Speranța Nisporeni | 2–0 | 0–1 | 3–2 | 1–0 | 1–1 | 0–0 | 1–0 | —   | 0–2 | 0–0 |
| Zaria Bălți        | 0–1 | 0–2 | 3–1 | 0–0 | 5–1 | 2–1 | 1–1 | 0–0 | —   | 0–1 |
| Zimbru Chișinău    | 0–0 | 3–0 | 1–0 | 1–0 | 0–0 | 2–0 | 1–4 | 2–0 | 0–1 | —   |

| Local \ Visitante  | ACA | DAC | DIN | MIL | PET | SAX | SHE | SPE | ZAR | ZIM |
| ------------------ | --- | --- | --- | --- | --- | --- | --- | --- | --- | --- |
| Academia Chișinău  | —   | 0–3 | —   | 1–0 | —   | —   | —   | —   | 0–2 | 0–0 |
| Dacia Chișinău     | —   | —   | 4–1 | —   | 3–0 | 2–0 | 1–1 | 2–0 | —   | —   |
| Dinamo-Auto        | 3–1 | —   | —   | 1–0 | —   | —   | 0–1 | 2–1 | —   | —   |
| Milsami Orhei      | —   | 2–0 | —   | —   | 2–1 | —   | —   | —   | 1–1 | 4–1 |
| Petrocub-Hîncești  | 4–2 | —   | 1–4 | —   | —   | 2–0 | 0–1 | 0–2 | —   | —   |
| Saxan              | 0–3 | —   | 0–1 | 0–1 | —   | —   | —   | 2–0 | —   | —   |
| Sheriff Tiraspol   | 2–0 | —   | —   | 2–0 | —   | 2–0 | —   | —   | 3–0 | 2–0 |
| Speranța Nisporeni | 0–0 | —   | —   | 0–4 | —   | —   | 1–4 | —   | 1–2 | —   |
| Zaria Bălți        | —   | 0–1 | 0–2 | —   | 4–2 | 2–0 | —   | —   | —   | 4–2 |
| Zimbru Chișinău    | —   | 0–2 | 2–1 | —   | 1–0 | 1–0 | —   | 1–0 | —   | —   |

## Máximos goleadores
- Actualizado al último partido jugado el 20 de mayo de 2016.

| Pos. | Jugador           | Club                         | Goles |
| ---- | ----------------- | ---------------------------- | ----- |
| 1    | Danijel Subotić   | Sheriff Tiraspol             | 12    |
| 2    | Andrei Bugneac    | Dinamo-Auto Tiraspol         | 11    |
| 3    | Serhiy Zahynaylov | Dacia Chișinău               | 10    |
| 3    | Gheorghe Boghiu   | Zaria Bălți                  | 10    |
| 5    | Rui Miguel        | Zimbru Chișinău              | 9     |
| 6    | Vadim Cemîrtan    | Dinamo-Auto & Dacia Chișinău | 7     |
| 6    | Sergiu Istrati    | FC Saxan & Academia Chișinău | 7     |
| 6    | Roman Șumchin     | Petrocub Hîncești            | 7     |
| 9    | Ricardinho        | Sheriff Tiraspol             | 6     |
| 9    | Vladimir Ambros   | Petrocub Hîncești            | 6     |